# O Farol Paulistano

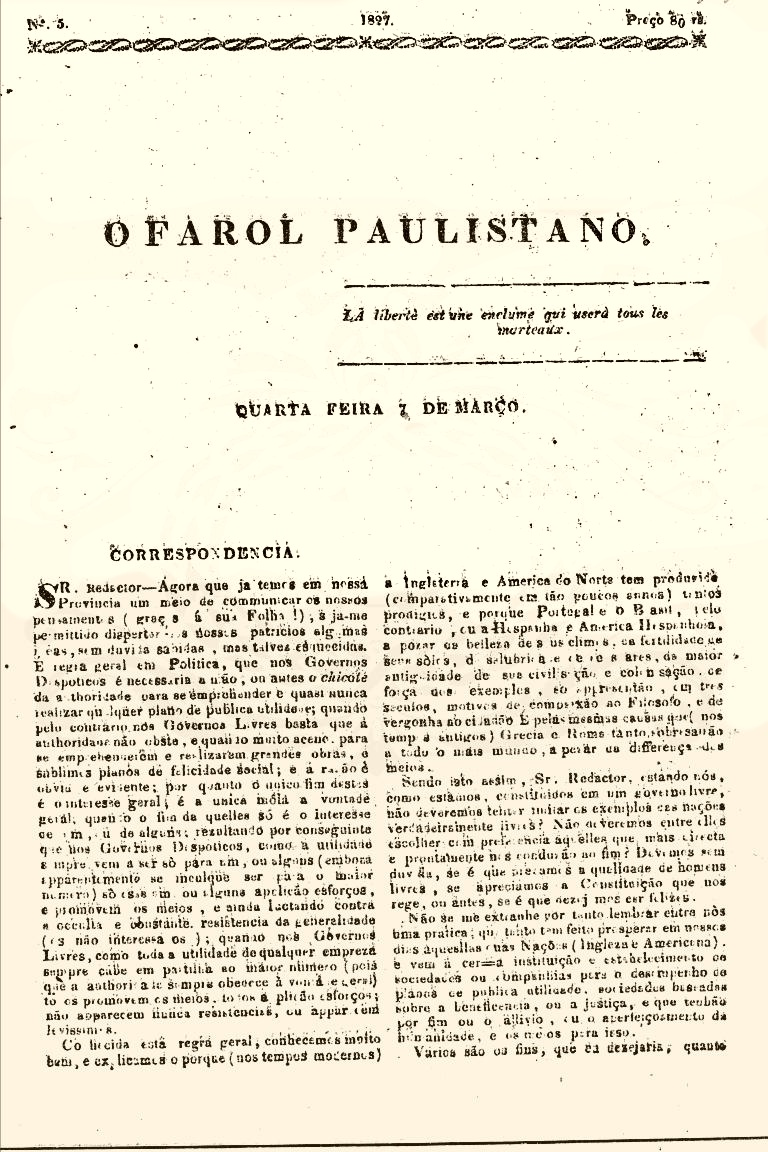
Primeira página de exemplar d'O Farol, de 1828.

O Farol Paulistano foi o primeiro periódico impresso publicado na, então, província de São Paulo, no ano de 1827, sob o contexto da crise do Primeiro Reinado. Seu editor da época foi o político e magistrado brasileiro José da Costa Carvalho - conhecido como Marquês de Monte Alegre. Futuro membro da Regência Trina Permanente, o Marquês baiano deu ao periódico sua primeira grande característica: exercer papel político durante a transição do Primeiro Reinado para o período regencial - época em que foi decisiva a formação do Estado Nacional brasileiro sob os moldes liberais.
Publicado pela primeira vez no dia 7 de fevereiro de 1827, o Farol Paulistano viu sua circulação ter fim cerca de quatro anos depois, em 1831, quando seu grande idealizador e editor do projeto providencial Marquês de Monte Alegre foi eleito ao cargo de membro da Regência Trina Permanente, despedindo-se com sua última impressão no dia 17 de junho de 1831.
Além de José da Costa Carvalho, atuou também na edição do periódico paulistano o maranhense João Bráulio Muniz - com quem Monte Alegre iria compor a Regência Trina Permanente futuramente. Uma das principais dificuldades enfrentadas pelos editores que idealizavam o projeto de atuar politicamente através das notícias provinciais foi a falta de tipógrafos que pudessem trabalhar na confecção do próprio periódico.

## História
Apesar de ter tido o Rio de Janeiro como ponto de partida no ano de 1808, a imprensa brasileira não demorou muito para se alastrar pelas demais províncias importantes da época. São Paulo, com toda a sua particularidade em importância para o processo de Independência do Brasil e consolidação de um regime monárquico-constitucional com sede no Rio de Janeiro no século XIX, foi apenas no ano de 1827, que a imprensa periódica teve chão em terras paulistanas.
Antes da publicação do primeiro exemplar do periódico em 1827, o seu então editor José da Costa Carvalho já havia tentado estabelecer um periódico com circulação regular na província. Apesar de frustrada, a primeira tentativa de fornecer as notícias para os cidadãos paulistas foi através da investida de Antônio Mariano de Azevedo Marques - conhecido na época como Mestrinho - que lançou o jornal manuscrita intitulado "O Paulista", em 1823, que encerrou suas atividades poucos meses depois.
Com isso, o futuro integrante da Regência Trina Permanente, José da Costa Carvalho, resolveu levar afundo a ideia de passar a publicar um jornal impresso. Foi no dia 7 de fevereiro de 1827 que a então província de São Paulo pôde dar as boas vindas ao seu primeiro jornal impresso publicado. O periódico era feito em tipografia própria intitulada Typographia de Roa & Cia., posteriormente chamada de Tipografia do Farol Paulistano, situado na Rua São José, número 33, na capital paulista - atual Rua Líbero Badaró. Constituído de quatro páginas, com algumas publicações que chegavam a somar de seis a oito páginas, o jornal possuía dimensões de 21 x 31 cm. O jornal passou a ser publicado nas quartas-feiras, sob o preço de 80 réis.

### José da Costa Carvalho: o grande marco da imprensa paulista
Apesar de o atraso brasileiro diante dos países hispânicos, a imprensa começou a se desenvolver de maneira significativa no Brasil a partir de 1820, quando o Rio de Janeiro adotou o conceito de "Impressão Régia" para poder fazer as notícias do governo circularem. Neste contexto, é possível perceber que o jornalismo que se solidificou e se dispersou durante esta época foi o voltado para a política. É por isso que José da Costa Carvalho conseguiu se solidificar com a tentativa de ascender a imprensa na então província de São Paulo com a publicação de Farol Paulistano. Uma vez que suas motivações se deram por conta do cenário político que o país enfrentava, somada a sua vontade de ingressar de vez no governo, o que aconteceu após a abdicação de Dom Pedro I, em 1831.
Após a primeira edição em 7 de fevereiro de 1827, José da Costa Carvalho teve inicialmente suas edições impressas pela Typographia de Roa & Cia., empresa que foi capitaneada pelo impressor espanhol José Maria Roa. O estrangeiro trabalhava em um rústico prelo de madeira até então. Foi a partir da edição de número 126, em 2 de julho de 1828, que o Farol Paulistano passou a ser impresso em tipografia própria, chamada Typographia do Farol Paulistano.
Com sua vontade estabelecida, José da Costa Carvalho foi o primeiro proprietário e principal redator do impresso Farol Paulistano. O político baiano teve assento na Câmara dos Deputados da Bahia e foi membro do Conselho da Presidência e do Conselho Geral em São Paulo. Quando ingressou para a Regência Trina Permanente, o Marquês de Monte Alegre foi o primeiro barão e visconde a ser presidente da Província de São Paulo, mais tarde, em 1842.
Formado em Direito pela Universidade de Coimbra, em 1819, José da Costa Carvalho foi nomeado juiz de fora na capital de São Paulo. Estabeleceu-se na cidade de comércio de fazendas secas e se casou com Genebra de Barros Leite, viúva do Brigadeiro Luiz Antônio e herdeira de uma enorme fortuna - maior paulista daqueles tempos. Depois de fazer parte da Regência Trina Permanente, o proprietário do Farol Paulistano foi nomeado diretor da Faculdade de Direito, depois ocupou a presidência da Província de São Paulo, pouco antes da Revolta Liberal. Apesar de ser reconhecido por seu título, José da Costa Carvalho se tornou Marquês de Monte Alegre apenas em 1854, quando recebeu ordens para isso. O baiano faleceu na cidade de São Paulo, em 1860, e deixou um legado não somente para uma das maiores cidades do país atualmente, como para o cenário nacional da imprensa.

### Primeiro periódico impresso de São Paulo
Publicado pela primeira vez no dia 7 de fevereiro de 1827, o Farol Paulistano foi o marco inicial da imprensa periódica paulistana. Seu próprio nome já indicava em que condição se estabelecia, como um "farol" que não somente ilumina, como esclarece a opinião de seus leitores. Lembrado como um importantíssimo instrumento para a mobilização e debate político, foi neste contexto que o jornal ficou conhecido por defender as ideias do chamado "grupo moderado" dos liberais da época. Com a crise do Primeiro Reinado, o Farol Paulistano era antiabsolutista e defensor dos princípios monárquicos-constitucionais - por isso se inseria entre os moderados. Contra qualquer tipo de despotismo, fazia forte oposição ao governo de Dom Pedro I e esteve alinhado à oposição parlamentar do monarca - o que era comum na imprensa liberal da época.
A epígrafe de seu jornal continua a frase em francês: "La liberté est une enclume que usera touts les manteaux", traduzida para "A liberdade é uma bigorna que desgastará todos os martelos". Dito isso, em seu primeiro editorial, o Farol Paulistano marcava para que vinha: "É sem dúvida a imprensa o mais útil e preciso invento do homem, o baluarte da liberdade, o terror dos déspotas, a protetora da humanidade. O Brazil disse que queria ser livre e a sua independência foi o primeiro fruto do sistema constitucional que abraçou para nunca mais deixar (…). Foi a imprensa companheira e auxiliadora da liberdade que fez a nossa independência. Grandes louvores e gratidão eterna aos denodados escriptores que nessa epocha apareceram. O Brazil é independente e continua a querer ser livre".

### Um jornal dedicado à política
Somente com o estudo do perfil de seu idealizador e proprietário já se é possível prever que o Farol Paulistano se basearia principalmente nas questões políticas da província de São Paulo. Com o intuito de esclarecer e influenciar de forma que os cidadãos passassem a compreender os acontecimentos do Primeiro Reinado, o periódico trazia não somente os casos, como documentos que comprovavam a má administração e a dificuldade de manter as classes satisfeitas do governo que o imperador Dom Pedro I vinha a comandar.
O expediente apresentado nas primeiras quatro páginas de sua edição inicial ressaltava a regularidade na organização das matérias. Logo na entrada do periódico, o redator comentava questões internas da província. Após anunciar quais eram suas principais funções com o jornal - como denunciar interesses peculiares das províncias com questões ligadas também à renda pública. Logo após este primeiro contato com o leitor, vinham notas, comentários, críticas, reflexões e produções de artigos de jornais da Corte sobre a política nacional. Notícias estrangeiras também tinham seu espaço no periódico.
Não somente de política vivia o editorial do Farol Paulistano. Na seção Variedades apresentavam anedotas, transcrições de passagens literárias, reflexões de caráter moral a quais os temas voltavam para a liberdade, democracia e princípios defendidos pelos moderados. Desta forma, o redator se comunicava com seu leitor de forma quase que oral, incitando os outros a fazerem os mesmos tipos de questionamento e a pensarem da mesma forma que o autor. Era como se quem estivesse lendo, participasse de uma conversa com o narrador. O redator se tornava não somente o autor do texto, como o formador da opinião, como uma espécie de demiurgo.

## Contexto Histórico
Após a declaração da Independência do Brasil em 1822, o país latino-americano se viu, pela primeira vez, livre das mãos dos europeus em suas decisões políticas. No entanto, com o trono assumido por Dom Pedro I, foi visto que os privilégios das classes dominantes juntamente com a condição miserável dos subalternos foram preservados, fazendo com que as mudanças que deveriam ter sido realmente feitas fossem ignoradas. Ainda assim, com a manutenção destes privilégios, foram necessárias algumas ações que organizassem o Estado brasileiro, como a instituição de uma primeira carta constitucional, além da busca pelo reconhecimento de sua independência no âmbito nacional.
Instaurado o cenário de descontentamento de algumas classes quanto o reinado de Dom Pedro I, o Brasil se viu atravessar um cenário de muita instabilidade. Isto porque os setores sociais se organizaram contra a permanência dos privilégios dos mais ricos e passaram a atacar o governo com uma série de revoltas e guerras por todo o território brasileiro.
Foi no meio de toda esta confusão histórica que o Farol Paulistano surgiu. Em 1827, quando o imperador se via numa situação crítica de seu reinado, o futuro integrante da Regência Trina Permanente se viu no dever de instaurar a imprensa na província de São Paulo, uma vez que os ideais liberais precisavam ser difundidos para que a eleição acontecesse posteriormente, após a derrocada do imperador, em 1831. Neste contexto, com a abdicação do trono quatro anos após a primeira publicação impressa de São Paulo e a necessidade de assumir o cargo de tamanha importância, que José da Costa Carvalho parou com as publicações daquele que foi considerado o primeiro periódico impresso paulistano.

## Veja mais
Para ver outras edições desta publicação, acesse a categoria Commons.